# Sue Schell

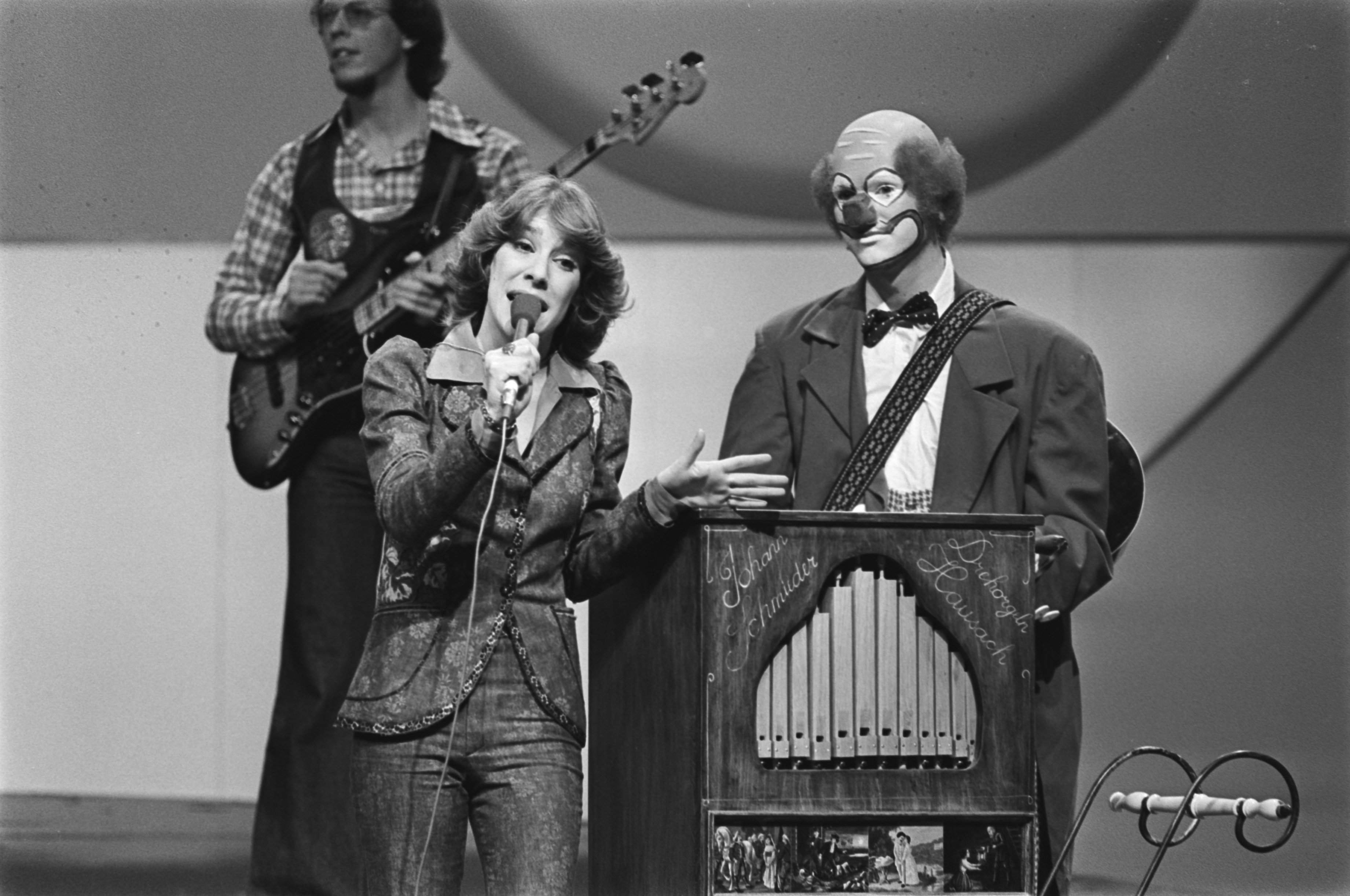
Sue Schell als Teil von Peter, Sue & Marc mit dem Beitrag Djambo Djambo beim Eurovision Song Contest 1976

Susan «Sue» Schell (* 6. April 1950 in New York) ist eine schweizerisch-amerikanische Sängerin.

## Kindheit
Sue Schell ist die Tochter einer Schweizerin aus Bern und eines jüdischen Arztes, der Nachkomme einer österreichischen Immigrantenfamilie ist. Der Vater war während des Koreakrieges im Dienst. Schell wuchs in dieser Zeit mit ihrer Mutter in sehr bescheidenen Verhältnissen in Harlem auf. Nach der Rückkehr des Vaters kam es zur Scheidung und sie zog im Alter von acht Jahren mit der Mutter und ihrem Bruder Peter nach Bern.

## Musikalische Karriere
Erstmals entdeckte Schell ihre Stimme als Vierzehnjährige bei einer Vortragsübung eines Liedes aus My Fair Lady. 1968 lernte sie zuerst Marc Dietrich bei einem Fest kennen, wo sie spontan gemeinsam musizierten und die Bee Gees interpretierten. Marc Dietrich war von ihrer stimmlichen Leistung beeindruckt und stellte sie deshalb bei einer Einladung bei ihr zuhause seinem Freund Peter Reber vor. An diesem Abend sangen die drei zum ersten Mal gemeinsam und gründeten anschließend die Band Peter, Sue & Marc. Bis zu deren Auflösung 1981 war Schell mit der Gruppe unterwegs. 1982 startete sie eine Solokarriere. Mit dem Lied Simple Things erreichte sie am 10. Oktober 1982 einen Top-5-Platz in den Schweizer Charts. Als sie nach dem zweiten Solo-Album 1984 nicht mehr an frühere Erfolge anknüpfen konnte, gaben ihre Produzenten auf. Schell veröffentlichte darauf in eigener Regie 1987 nochmals ein Album.

## Heutiges Leben
In der Folge zog sie sich aus dem öffentlichen Leben zurück und verbrachte einige Monate in einem buddhistischen Kloster in Sri Lanka. Sie lebte sechs Jahre in einer spirituellen Wohngemeinschaft in Berlin. In Berlin engagierte sie sich sozial und setzte sich für AIDS-Kranke ein. 1998 kehrte sie in die Schweiz zurück und wohnte in Teufen. Sie singt besinnliche, geistliche und esoterische Lieder und tritt gelegentlich in Gottesdiensten oder sozialen Veranstaltungen auf. Häufig wird sie von Kollegin Jutta Wurm begleitet. Sie verbringt unter dem Jahr sehr viel Zeit mit buddhistischen Meditationen und Yoga und geht zwei bis drei Monate im Jahr in ein zen-buddhistisches Kloster in Deutschland.

## Diskographie
- Die Veröffentlichungen von Peter, Sue & Marc finden sich unter dem entsprechenden Link.

- Friend to Friend (1982)
- Here, There and Everywhere (1984)
- Manchmal (1987)
- Breathe, You Are Alive (2002, zusammen mit Jutta Wurm)
- Io senza te (2024, als Gast auf dem Album Das Beste der SängerFREUNDe)
- Love Is What I Find (2024, Single)
- Songs for Coming Home (2024, zusammen mit Jutta Wurm)